# Alexander Pereswetoff-Morath (jurist)
Alexander Pereswetoff-Morath, född 4 februari 1720 i Sankt Nikolai församling, Stockholm, död 15 juli 1796 på Edhult gård, Askeryds socken, Småland, var en svensk jurist och ämbetsman.

## Biografi
Pereswetoff-Morath, som tillhörde en adlig militärsläkt, blev 1737 auskultant vid Göta hovrätt. Från 1742 var han auditör vid i tur och ordning Tavastehus regemente, Närke-Värmlands regemente och Skaraborgs regemente. 4 februari 1761 blev han advokatfiskal vid Göta hovrätt, 3 september 1761 förordnad ledamot samt 3 juli 1771 assessor vid samma domstol. 7 december 1788 blev han hovrättsråd där.
I Häxprocessen i Ål 1757–1761, som var Sveriges sista, anklagades tretton kvinnor och fem män i Åls socken i Dalarna för trolldom. Efter att de frikänts i tingsrätten insisterade ärkebiskop Samuel Troilius på deras skuld då målet togs upp i Svea hovrätt. Efter flera vändningar försökte han 1761 som talman i Riksdagens prästestånd att få målet behandlat i Riksdagens justitiedeputation, där han ville få de anklagade fällda. I riksdagsdebatten fick ett memorial av Pereswetoff-Morath, uppläst på Riddarhuset 23 februari 1761, en avgörande betydelse för alla de fyra ståndens beslut. Han beskrev behandlingen av kvinnorna i Dalarna som ett av ”de grovaste [...] frids- och frihetsbrott”, vilket han ställde mot att ett fritt folk av sina lagar först och främst ska kunna vänta sig frid och säkerhet för liv och lem. Tortyr av kvinnorna ”genom flere mot sjelwa mänskligheten stridande påfund” beskrev han ingående och underströk att den dessutom skett på grundval av en beskyllningsskrift med barnsliga orimligheter. Pereswetoff-Morath vädjade om att frågan om skadestånd för kvinnorna skulle tas upp i hovrätten och att de som misshandlat dem skulle straffas. Till Troilius’ besvikelse biföll adeln, böndernas och borgarna Pereswetoff-Moraths memorial och i slutändan anslöt sig även prästerna. Ärkebiskopen ville undvika att memorialet blev känt för allmänheten och menade att Pereswetoff-Moraths skrift ”med åtlöje och religionens förakt upprepar en hop sataniska illusioner, just sådane som under förra trollväsendet blevo omrörde”. En forskare påpekar att ”[u]ppenbarligen hade ärkebiskopen svårt att finna sig tillrätta i en tid då de kritiska rösterna ljöd högre än hans egen”.
Ett ofta uppmärksammat fall där en juridisk avhandling trycktes men disputationen trots den nya Tryckfrihetsförordningen (1766) förbjöds är Johan Wahlbergs De virgine nobili stuprata. I avhandlingen, som skulle ha ventilerats vid Lunds universitet 1767, skulle författaren bevisa att Kunglig Majestät borde kunna återställa en förförd adelsflickas fläckade dygd genom att helt enkelt förklara henne för jungfru. Pereswetoff-Morath, vars son hade Wahlberg som informator, var den som hade fått handledaren att föreslå detta ämne och hade dessutom förmedlat kunskap om otryckta förordningar som användes i avhandlingen.

## Familj
Pereswetoff-Morath var äldste son till överstelöjtnanten Carl Gustaf Pereswetoff-Morath och dennes hustru Maria Magdalena Caméen. Av hans sex söner med makan Märta Charlotta Tigerschiöld (1731–1824) dog alla utom en – sedermera hovjägmästaren Carl Gustaf Pereswetoff-Morath (1755–1812) – i späd ålder. Ett barnbarns barn till den senare var statsminister Carl Swartz.